# 赫洛氏魮
赫洛氏魮（学名：Barbus huloti）為輻鰭魚綱鯉形目鯉科的其中一個種。被IUCN列為次級保育類動物，分布於非洲艾伯特湖流域，本魚具長觸鬚，體側具數個黑色斑塊，背鰭軟條11枚；臀鰭軟條8枚，體長可達28.2公分。

## 扩展阅读
維基物種上的相關：赫洛氏魮